# Martin Wagner (artiste)
Pour les articles homonymes, voir Martin Wagner (homonymie) et Wagner.
Martin Wagner (né le 27 avril 1966) est un artiste, dessinateur et cinéaste américain. 

## Carrière

### Bandes dessinées
Alors qu'il était étudiant à l'Université du Texas à Austin, Wagner a commencé la bande dessinée Hepcats  dans le journal universitaire The Daily Texan en 1987. À partir de 1989, il l'a auto-publié en tant que série de bandes dessinées en noir et blanc, et a gagné en visibilité avec l'aide de Dave Sim, qui a permis à Martin Wagner de soumettre une page à ses réimpressions bihebdomadaires de Cerebus. Pour aider financièrement le développement de ses bandes dessinées, Wagner a également offert des croquis aux fans, qui lui ont envoyé de l'argent par la poste. Bien que la série ait reçu des éloges critiques, les ventes sont restées médiocres, et le manque d'expérience de Wagner dans les affaires combiné à son divorce en 1991 ont contribué à mener l'auteur vers des difficultés financières. Avec Jeff Smith (Bone), Colleen Doran (A Distant Soil), James Owen (Starchild), Larry Marder (Beanworld) et Sim, Wagner était l'un des principaux éditeurs autonomes des années 1990, mais un calendrier chargé l'a finalement conduit à cesser de publier sa série après le numéro 12 en 1994. En 1996, il a conclu un accord avec Antarctic Press pour republier les bandes dessinées déjà existantes, ainsi que de nouveaux numéros.

### Film
En 2005, Wagner devait réaliser un court métrage haute définition 24p, Tremendous Risk for Mr. Ferdico, mais lorsque les producteurs n'ont pas réussi à obtenir de financement, il a reporté son attention sur un documentaire, Bloody Work, qui a été financé avec succès sur Kickstarter à l'été 2013, mais n'a jamais été publié, les mises à jour de la campagne cessant en 2016. 
Wagner était un co-animateur rotatif de l'émission The Atheist Experience de 2000 à 2016.